# Varsity Blood
Varsity Blood – amerykański film fabularny z 2014 roku, napisany, wyprodukowany oraz wyreżyserowany przez Jake'a Helgrena. Opowiada historię grupy licealnych sportowców i cheerleaderek, nękanych przez dramatyczne wspomnienia i prześladowanych przez tajemniczego mordercę. Światowa premiera obrazu odbyła się 18 sierpnia 2014. Tytuł filmu nawiązuje do komediodramatu Briana Robbinsa Varsity Blues (1999); obie produkcje kręcono w tej samej szkole.

## Obsada
- Lexi Giovagnoli − Hannah Wallace
- Debbie Rochon − Nancy Wallace
- Wesley Scott − Jeff Jenson
- Natalie Peyton − Tina Blair
- Blair Jackson − Blaine Bochner